# Que no me pierda
«Que no me pierda» es un tema compuesto por el cantautor y compositor argentino Gustavo Santander, y popularizado por su compatriota, el también cantautor Diego Torres, como el tercer sencillo de su disco Un mundo diferente (2001).

## Video musical
El vídeo musical para la canción «Que no me pierda» fue dirigido por Nahuel Lerena y Eduardo Pinto con quien Torres había trabajado en videos anteriores. Con un argumento sencillo, el video comienza con Torres durmiendo en una cama, donde más tarde se empieza a soñar y se encuentra en un bosque, donde el paisaje es verde con un hermoso lago, y todo gira en torno a la canción. Se estrenó el 1° de julio de 2002 por la cadena MTV.

## Créditos
Créditos adaptados a partir de las notas del álbum Un mundo diferente.
- Composición – Coti Sorokin, Cachorro López y Diego Torres
- Producción – Cachorro López
- Coproducción – Diego Torres
- Coros – Alexander Batista, Celsa Mel Gowland, Coti Sorokin
- Guitarra acústica – José Luis Pagán
- Arreglos, dirección en instrumentos de viento, saxofón – Ed Calle
- Programación y arreglos en bajo – Cachorro López
- Batería – Anye Bao
- Programación y arreglos en piano electrónico – Sebastián Schön
- Guitarras – Dayan Abad
- Mezclas – César Sogbe
- Asistente en mezclas – Norm Smith
- Percusión – Nicolás Arnicho
- Grabación – Norm Smith, Sebastián Schon
- Trombón – Dana Teboe
- Trompeta – Tony Concepción

## Listas

### Versión original
| Lista (2002)                               | Mejor posición |
| ------------------------------------------ | -------------- |
| Argentina (top 20)                         | 1              |
| Chile (top 20)                             | 19             |
| Estados Unidos (Billboard Hot Latin Songs) | 48             |
| Estados Unidos (Billboard Latin Pop Songs) | 26             |
| Estados Unidos (Billboard Tropical Songs)  | 12             |
| Lista (2008)                               | Mejor posición |
| España (PROMUSICAE)                        | 11             |

### Versión dePor ellas
| Lista (2013)               | Mejor posición |
| -------------------------- | -------------- |
| España (Top 100 Canciones) | 1              |